# 国民革命军陆军第八十八师淞沪抗日阵亡将士纪念坊
国民革命军陆军第八十八师淞沪抗日阵亡将士纪念坊位于中国浙江省杭州市西湖区北山街道西溪路73号（原杭州西郊西溪路松木场段，地名牌标原为西溪路75号），由中华民国浙江省政府始建于民国三十五年（1946），为墓前的纪念牌坊，其北侧原为建于民国二十二年（1933）的墓园，其中葬有国民革命军第五军第八十八师于一·二八事变中阵亡的将士1091位，最高军事指挥官为营长。1958年墓园和牌坊毁于城市建设，墓园现址已建住宅楼，牌坊为1987年重建，坐北朝南，三间四柱三楼式，采用钢筋混凝土结构，各门柱上均题有对联，上承龙凤枋，正中分别题“浩气长存”和“气壮湖山”，檐下以斗栱承以庑殿顶。2005年12月杭州市政府出资重修，并在其后新立黑色大理石质阵亡将士名录碑。
各坊柱联如下：
- 正面中柱联：浩气壮湖山魂来怒卷江潮白，英名缅袍泽劫后新滋暮帐青。——浙江省主席兼保安司令黄绍竑题
- 正面侧柱联：华表接青霄一角湖山归战骨，墓门萋碧草十年汗马念前功。——俞济时题
- 背面中柱联：埋骨傍湖山飘萧旧梦三生石，临风怀壮烈惆怅当年百战功。——竺鸣涛题
- 背面侧柱联：湖曲聚忠魂归骨尚余干净土，旗常炳遗烈表墓刚逢胜利年。——宣铁吾题[3]